# Ploskovice (zámek)
Ploskovice (německy Schloss Ploschkowitz) jsou zámek ve stejnojmenné vesnici v okrese Litoměřice v Ústeckém kraji, asi šest kilometrů východně od Litoměřic. Správu a zpřístupnění zámku veřejnosti zajišťuje Národní památkový ústav.
Ploskovický zámek založila v první čtvrtině osmnáctého století Anna Marie Františka Toskánská v sousedství staršího panského sídla, které bylo přibližně o devadesát let později zbořeno. V polovině devatenáctého století areál získali Habsburkové a zámek se stal letním sídlem bývalého císaře Ferdinanda I.

## Historie
Prvním panským sídlem v Ploskovicích byla johanitská komenda upravená koncem první poloviny patnáctého století na tvrz. Ta byla za Jana Habarta z Vřesovic, nejspíše v letech 1545–1575, přestavěna na renesanční zámek. Během třicetileté války byl ploskovický zámek několikrát vypleněn. V roce 1650 zemřel hrabě Jindřich Šlik. Ploskovické panství po něm zdědila dcera Marie Sidonie, která se provdala za Ottu Antonína z Trauchburgu. Pravděpodobně ona nechala zámek upravit a snad i rozšířit v barokním slohu.

Zakladatelkou vrcholně barokního zámku byla Anna Marie Františka Toskánská, která se, po odloučení od manžela Giana Gastona Medicejského, do Ploskovic odstěhovala ze Zákup. Údajně bydlela na sousedním starém zámku a osobně dohlížela na stavbu. Aby utajila vysoké náklady, které snad přesáhly jeden milión zlatých, spálila veškeré účty. Nedochovaly se žádné dokumenty z počátku stavby, ale kolem roku 1725 už probíhaly dokončovací práce. Není znám ani architekt, který budovu vyprojektoval. Podle slohového rozboru je za něj považován Octavio Broggio, Václav Špaček nebo Kilián Ignác Dientzenhofer.
Po matčině smrti v roce 1741 zámek zdědila Marie Anna Karolína Neuburská a po ní v roce 1753 syn Klement František de Paula. Klement František neměl potomky, a tak jeho majetek zdědil bavorský kurfiřt Maxmilián Josef Bavorský. Jeho hlavním sídlem v Čechách byly Zákupy a na Ploskovickém zámku bydleli jen úředníci. V důsledku velkého útlaku poddaných došlo na ploskovickém panství v roce 1775 k velkému selskému povstání, jehož cílem bylo svrhnout vrchnostenského vrchního Antonína Mölzera, který na zámku bydlel a pracoval. Povstání bylo potlačeno, několik vůdčích osobností popraveno v Litoměřicích a Antonín Mölzer zůstal v úřadě, ale došlo i ke zmírnění robotních povinností obyvatel.
Také Maxmilián Josef Bavorský zemřel bez dětí, a jeho dědicem se tak stal Karel August Zweibrückenský, příslušník vedlejší rodové větve Wittelsbachů. Panství Ploskovice i Zákupy za něj hospodářsky upadala a v roce 1784 se je Karel August pokusil prodat knížeti Kristiánu Augustovi z Waldecka. Kníže však nezaplatil, takže se panství roku 1790 opět ujal Karel August Zweibrückenský. Posledním příslušníkem jeho rodu, kterému Ploskovice patřily, se stal Maxmilián Josef IV. Zweibrückenský († 1825).

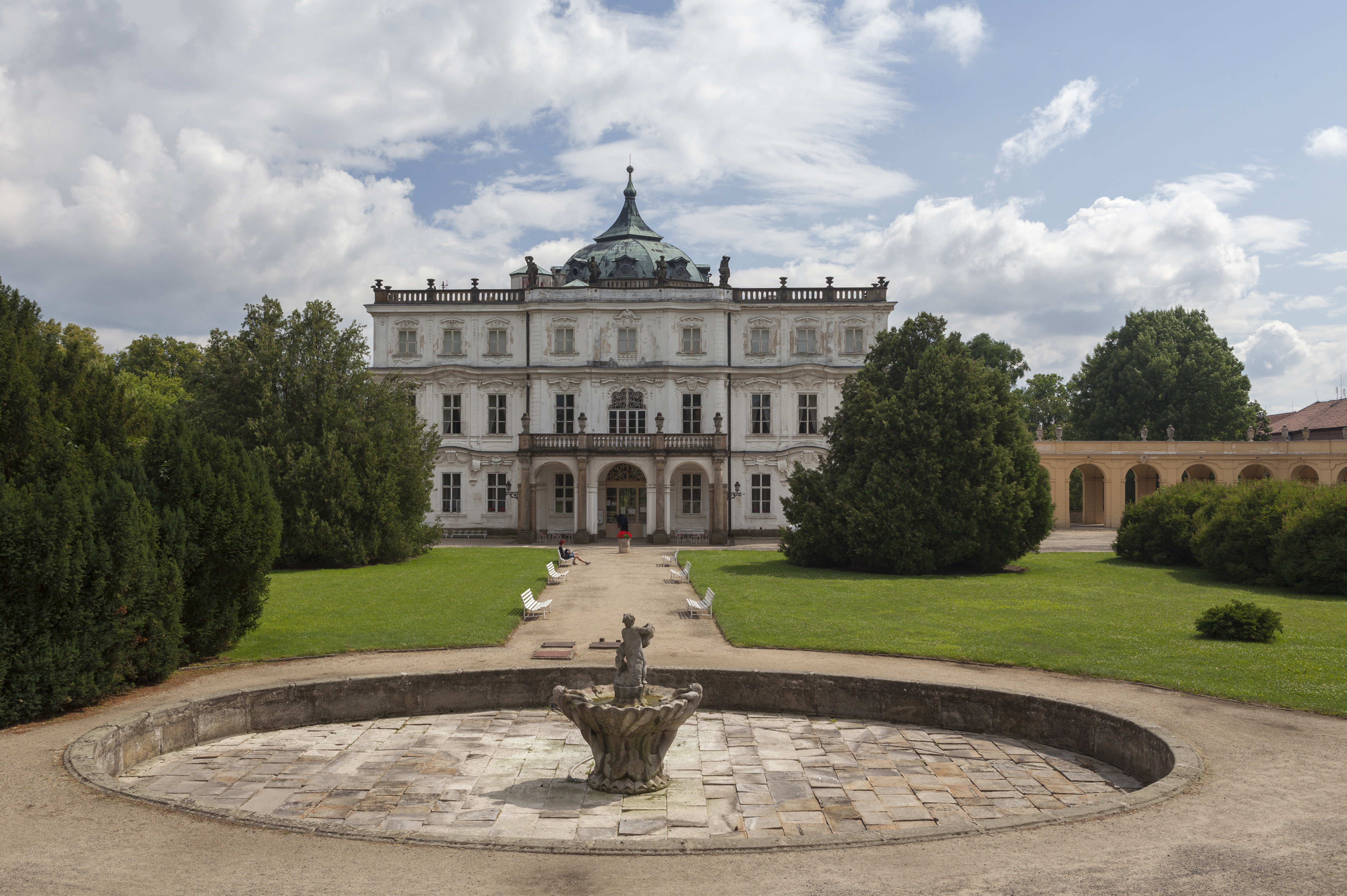
Zahradní průčelí

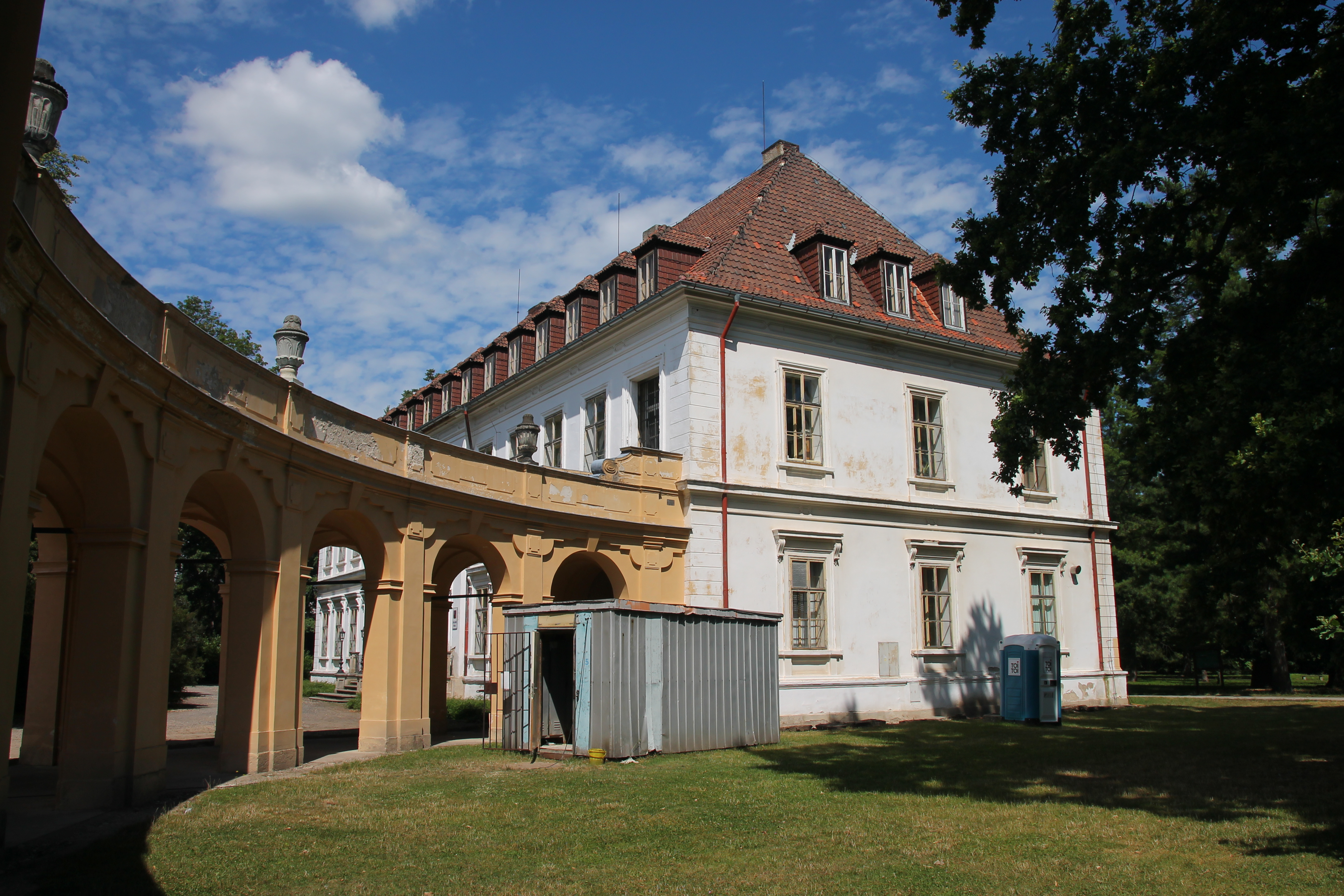
Budova na konci východní arkádové chodby

Roku 1805 zámek získal arcikníže Ferdinand III. Toskánský a o dva roky později bylo k Ploskovicím připojeno zahořanské panství. V té době starý barokní zámek zchátral natolik, že musel být v roce 1816 zbořen. Ferdinand zemřel v roce 1824 a zámek připadl jeho synu Leopoldovi II., kterému zůstal až do roku 1847.
Po abdikaci rakouského císaře Ferdinanda I. a nástupu mladého Františka Josefa I. na císařský trůn v bouřlivém roce 1848 se měly zámky v Ploskovicích a Zákupech stát letními rezidencemi odstoupivšího Ferdinanda I. Zámek v Ploskovicích proto prošel velkou přestavbou, jejímž autorem je architekt Jan Bělský. Stavitel při ní hlavní budovu zvýšil o patro a na konci východních arkád přistavěl pavilon, který se stal protikladem klasicistní budovy z roku 1816 na opačném konci zámku. Uvnitř došlo k úpravám obytných prostor, byla zrušena stará kaple a její místo zaujalo schodiště. Nová kaple byla zřízena v přízemí západní části budovy. V roce 1854 byl do kaple instalován malý oltářní obraz sv. Jana Nepomuckého od Viléma Kandlera. Ferdinand I. se do Ploskovic nastěhoval v roce 1854 (poprvé 4. června) a využíval jej až do své smrti v roce 1878, kdy zámek převzal jako osobní majetek císař František Josef I.
Císařova vnučka, arcivévodkyně Alžběta Marie Rakouská se do zámku nastěhovala po sňatku s princem Ottou z Windisch-Graetzu v roce 1905. Roku 1907 se zde manželům narodil třetí syn Rudolf Johann.
Po vzniku Československa došlo k pokusu o oddělení Sudet, a v listopadu 1918 zámek obsadil litoměřický Bürgerwehr. Přestože situace netrvala dlouho, byl během ní zámek značně poškozen. Ministerstvo zemědělství uvalilo svým výnosem z 29. dubna 1919 na bývalé císařské velkostatky v Čechách nucenou správu a dosavadní název ředitelství změnilo na Ředitelství bývalých císařských statků v Praze, jehož nástupnickým orgánem se roku 1921 stalo Ředitelství státních lesů a statků v Praze. Východní pavilon začal roku 1919 sloužit jako česká škola. Za první republiky zámek jako letní sídlo využívali ministři zahraničních věcí.
V roce 1938 byly Ploskovice, současně s celým tehdejším německým pohraničím, územně odstoupeny Třetí říši, takže po celou dobu druhé světové války spadaly pod nacistické Německo a fungovaly jako nacionálně socialistická politická škola. Po roce 1945 zámek sloužil potřebám základní školy a státního statku, ale od roku 1952 začaly památkové úpravy. V letech 1956–1958 během nich proběhlo restaurování maleb Josefa Navrátila. V šedesátých letech dvacátého století byl zámek zpřístupněn veřejnosti.

## Stavební podoba

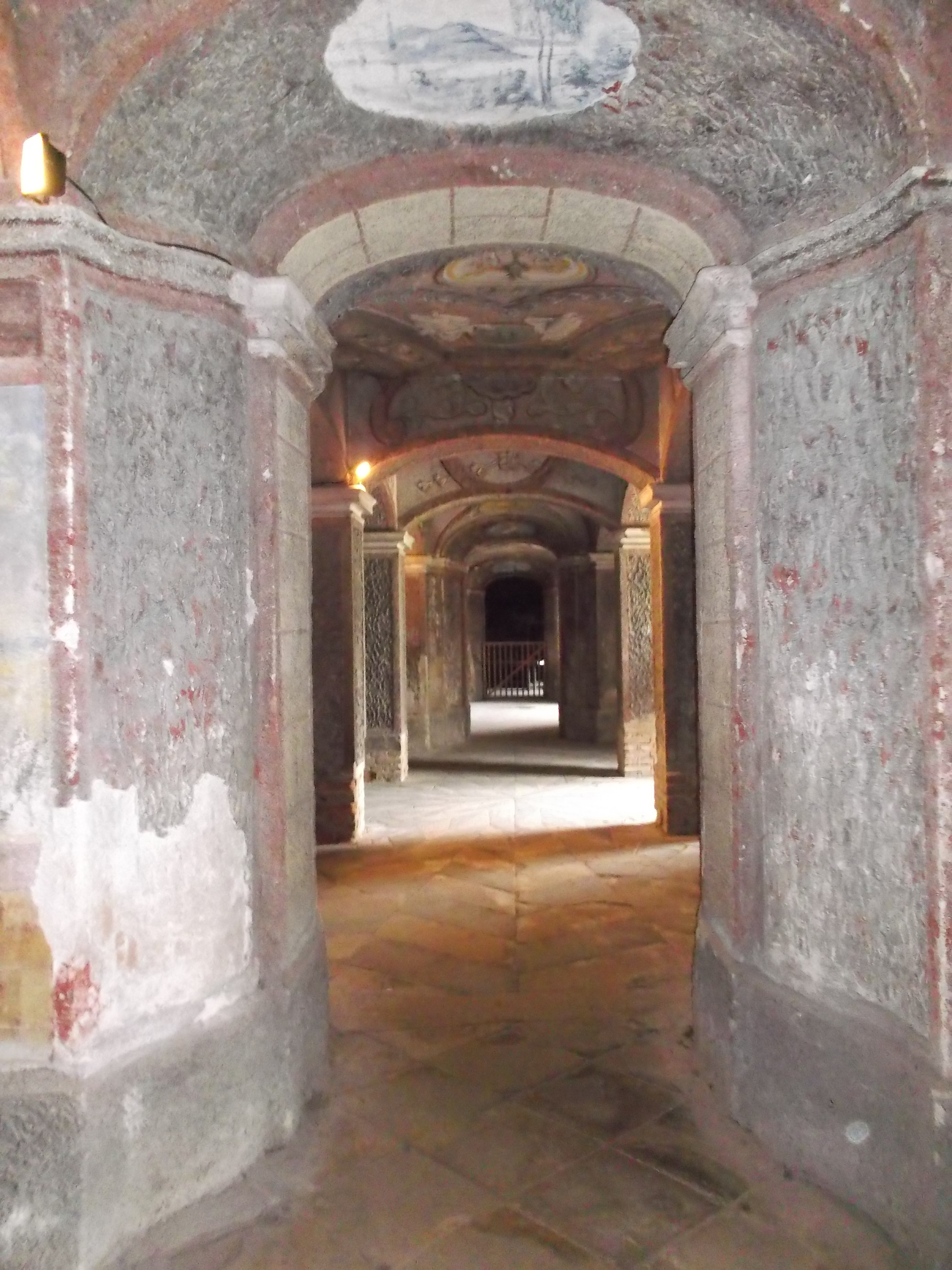
Grotta

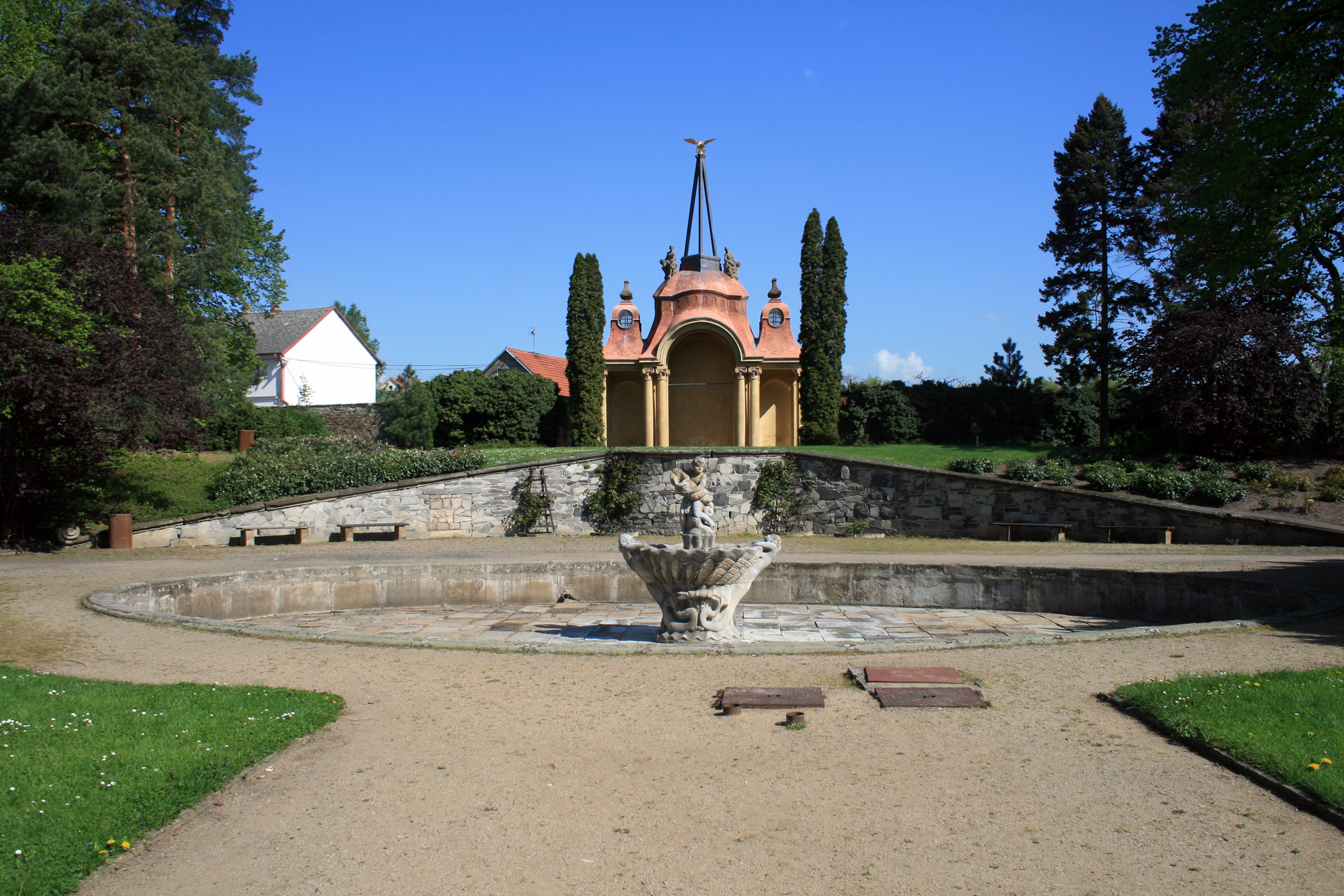
Park

Hlavní zámecká budova je dvoupatrová a má obdélný půdorys. Druhé patro pochází z přestavby v devatenáctém století, kdy byl také střední rizalit v zahradním průčelí zvýšen o atikové polopatro zakončené balustrádou. Nad rizalitem se zdvihá kupole, která je dominantou zámku. Na severní straně budovy se nachází klenutý podjezd z roku 1852. Od hlavní budovy směřují směrem k východu a západu arkádové chodby. Na konci východní arkády byl v devatenáctém století přistavěn pavilon určený pro císařův doprovod, zatímco na západě stojí klasicistní budova, v níž bývala kuchyně, cukrárna a obytné pokoje služebnictva.
Fasády zámku jsou bohatě členěné štukováním a ve druhém patře je zdobí kartuše a medailóny, které podle návrhu Josefa Navrátila v letech 1851–1853 zhotovili Václav Levý a M. Effenberger. Alegorické sochy na atice jsou barokní.
Interiéry byly zařízeny ve stylu rokoka. Ústřední sál je oválný a na jeho východní straně bývaly císařské pokoje, zatímco místnosti na druhé straně obývala jeho manželka. Strop sálu původně zdobila barokní malba Čtyř světadílů od Václava Vavřince Reinera, ale v roce 1853 byla přemalována Josefem Navrátilem. Prostory ve druhém patře jsou bez výzdoby. V zámeckém suterénu byly umístěny dvě grotty s množstvím soch a členitých kašen.

### Park
Zámecký park měří osm hektarů. Jeho osou je cesta od vstupního pavilonu, která na opačné straně pokračovala topolovou alejí k železniční zastávce. Součástí zahrady je vodní nádrž a barokní gloriet se třemi kupolemi. Původně sloužil jako vyhlídka, ale byl upraven na vstupní bránu. V zahradě roste jedna z nejstarších pavlovnií plstnatých (Paulownia tomentosa) v Čechách.

## Expozice
Návštěvníkům jsou při prohlídkách zámku k dispozici dva okruhy. Základní okruh seznamuje návštěvníky s podobou jedenácti místností zařízených ve stylu druhé poloviny devatenáctého století a expozicí obrazů českého malířství devatenáctého století. Druhý okruh je zaměřen na grotty z osmnáctého století.
| Rok  | Počet návštěvníků |
| ---- | ----------------- |
| 2015 | 30 228            |
| 2016 | 32 146            |
| 2017 | 32 176            |
| 2018 | 33 631            |
| 2019 | 31 799            |

## Zámek ve filmu
Romantická stavba posloužila již několikrát českým i zahraničním filmařům k natáčení několika filmů.

### Pohádky
- Princ a Večernice, 1978, režie Václav Vorlíček
- Jak si zasloužit princeznu, 1995, režie Jan Schmidt
- Jezerní královna, 1998, režie Václav Vorlíček
- Čertova nevěsta, 2010, režie Zdeněk Troška
- Duch nad zlato, 2013, režie Zdeněk Zelenka
- Nejlepší přítel, 2017, režie Karel Janák
- Zakleté pírko, 2020, režie Zdeněk Troška

Několik záběrů ploskovického zámku bylo pořízeno i do pohádek Deváté srdce, Živá voda, Panna a netvor.

### České filmy a seriály
- Hry lásky šálivé (povídka Náušnice), 1971, režie Jiří Krejčík
- Slečna Golem, 1972, režie Jaroslav Balík
- Rusalka, 1975, filmová verze opery s Eduardem Hakenem, režie Bohumil Zoul
- Jára Cimrman ležící, spící, 1983, režie Ladislav Smoljak
- Stříbrná paruka, 2001, režie Jan Schmidt
- Útěk do Budína, 2001, režie Miloslav Luther
- Krásný čas, 2005, režie Andrea Sedláčková
- Ošklivka Katka (seriál), 2008
- Odcházení, 2010, režie Václav Havel
- Probudím se včera, 2011, režie Miloslav Šmídmajer
- První republika, 2013, režie Biser Arichtev

### Zahraniční filmy a seriály
- Sarajevský atentát, 1975, režie Veljko Buljić, Jugoslávie a Československo
- Amadeus, 1984, režie Miloš Forman
- Jarní vody, 1991, Itálie
- Příběhy mladého Indiana Jonese (seriál), 1992, USA
- Hofmanův hlad, 1993, režie Leon de Winter, Nizozemsko
- Německá píseň, 1994, režie Tom Toelle, Německo
- Dívka tvých představ, 1998, Španělsko
- Viktor Klemperer, 1998, Německo
- Honoré de Balzac, 1998, režie José de Ayan
- Inverze Canone, 1999, režie Ricky Tognazzi, Itálie
- Červený Bedrník, řežie Graham Thakston, Velká Británie
- Paradise Found, 20001, režie Mario Andeacchio, Francie, Německo, Austrálie
- Maigret a princezna, 2002
- First Daughter, 2003, režie Forest Whiteker, USA
- Princ a já (The Prince and Me), 2003, režie Martha Coolidge, USA
- Božena Němcová, 2004, režie: Dagmar Knöpfel, Německo
- Dáma z Izieu (La Dame d´Izieu), 2006, režie Alain Wermus, Francie, Česko
- Mušketýři (The Musketeers), seriál BBC